# Pescetarianism
Pescetarianism är ett slags kosthållning där man utöver vegetarisk mat äter fisk och skaldjur. Ibland inkluderas även mejeriprodukter och ägg, men inte kyckling eller annat kött. Kosthållningen klassificeras ibland som en vegetarisk variant, eller som en sorts måttlig vegetarianism, men bör enligt förespråkare för ren vegetarianism inte klassas som en sådan.